# Gryon dichromos
Gryon dichromos är en stekelart som beskrevs av Galloway 1984. Gryon dichromos ingår i släktet Gryon och familjen Scelionidae. Inga underarter finns listade i Catalogue of Life.